# WWE Network

WWE Network este un abonament pe bază video care oferă serviciile WWE folosind infrastructura Major League Baseball Advanced Media. Conceptul a fost oficial lansat în 2012. În 8 ianuarie 2014, lumea a fost anunțată că abonamentul a fost lansat în Statele Unite, iar în 31 iulie 2014, WWE a anunțat că este disponibil și în Austria, Canada, Noua Zeelandă, Hong Kong, Singapore, Mexic, Spania și Țările Nordice, iar multe alte noi țări începând cu 12 august 2014.
WWE Network se așteaptă sa acapareze și Regatul Unit pe 1 octombrie, la fel și Italia, Emiratele Arabe Unite, Germania, Japonia, India, China, Thailanda și Malaysia.